# Fotografía arqueológica
La fotografía arqueológica es un tipo de fotografía que se emplea en el mundo de la arqueología como apoyo y soporte a todo el trabajo documental.

## Historia[1]
La fotografía arqueológica encuentra sus orígenes durante la denominada Edad de Oro de la arqueología que va desde finales del siglo XIX hasta principios del siglo XX, etapa durante la cual muchos fotógrafos documentaron los diferentes descubrimientos arqueológicos. El hecho que se vinculara la fotografía a la arqueología tuvo una importancia capital en el desarrollo de la arqueología moderna. Poco a poco, la fotografía arqueológica fue sustituyendo los costosos grabadores hasta devenir una de las herramientas básicas de la arqueología.
Desde muy pronto, todas las excavaciones arqueológicas incorporaron un fotógrafo. El 1887, por ejemplo, el director de la expedición francesa Delfos, Théophile Homolle, concedió la dirección técnica de la expedición al famoso fotógrafo e ingeniero Henry Convert.
Este tipo de fotografía viaja en paralelo con la historia, nos permite la recuperación de monumentos perdidos o destrozados y conocer el estado de conservación de otros, como por ejemplo:
Saber el estado de conservación de muchos monumentos egipcios gracias a los calotipos realizados por Maxime du Camp durante su expedición en la década de 1850; acercarnos a las obras de recuperación del Colisseo de Roma; o descubrir algunos monumentos demolidos por el régimen fascista de Mussolini, como la fuente romana Meta Sudans.

## Definición[2]
La fotografía arqueológica es aquel tipo de fotografía documental y científica que nos permite documentar el proceso y el resultado de los diferentes procesos arqueológicos. Además, también ayuda a la documentación, la conservación, la restauración y la rehabilitación del patrimonio. Es un tipo de fotografía que inmortaliza la actividad arqueológica, una actividad unidireccional, y ayuda a reconstruir el yacimiento, que queda destruido después de la excavación.
Las fotografías arqueológicas tienen que mostrar la imagen de manera nítida, clara y limpia, y responder a un doble valor: tanto documental como científico.
Las fotografías arqueológicas son un aval científico que demuestra las hipótesis defendidas, que demuestran la interpretación de los yacimientos. Explican la metodología y las técnicas utilizadas en la excavación, y es por eso que la fotografía actualmente suple los ilustradores de campo durante el proceso de excavación.
Este tipo de fotografía también ha acontecido muy útil en cuanto a la documentación de las piezas arqueológicas encontradas en los distintos yacimientos.
Sin embargo, la fotografía arqueológica no puede suplantar todos los procesos de dibujo, puesto que el registro subjetivo que aporta el dibujo de los detalles sigue sin tener rival. Pero sí que es incuestionable la capacidad de tratamiento y la comodidad que aporta la fotografía a cualquier investigación arqueológica.

## Un arqueólogo o un fotógrafo?[2]
La persona que realiza este tipo de fotografía puede ser el mismo arqueólogo o un fotógrafo profesional. En el supuesto de que sea el arqueólogo, el excavador, el que hace las fotografías, hay la grande ventaja que es una persona que conoce a la perfección el yacimiento y por lo tanto tendrá muy claro qué es lo que quiere documentar y como lo quiere hacer. Sin embargo, si es un fotógrafo profesional el encargado de realizar las fotografías se conseguirá la calidad óptima deseada, puesto que por mucho que el material técnico fotográfico sea de una gran calidad es la persona que hace la fotografía quién le da la calidad.

## Tipo de fotografía arqueológica[2]
Hay dos tipos de fotografía arqueológica que corresponden a los dos procesos arqueológicos:
- Fotografía de campo: para retratar los procesos arqueológicos en el lugar
- Fotografía de estudio: fotografía sistemática de piezas arqueológicas y colecciones. Se puede establecer un paralelismo entre este tipo de fotografía arqueológica y la microfotografía (detalles de huesos, semillas...).

## Material técnico necesario[4]
Para llevar a cabo las fotografías arqueológicas se necesita una infraestructura concreta dada la complejidad y la delicadeza con la que se tiene que ser realizado. Entre el material técnico necesario encontramos podemos encontrar:
- Cámaras digitales rèflex de varias marcas y varios modelos.
- Cámaras digitales compactas de varias marcas y varios modelos.
- Objetivos multiuso.
- Objetivos macro.
- Videocàmeres.
- Flashes de varios tipos.